# Charlotte Cholevová
Charlotte Cholevová (* 29. Juli 2002 in Ostrava) ist eine tschechische Handballspielerin.

## Karriere

### Im Verein
Charlotte Cholevová spielte bis 2023 für DHK Baník Most. Mit Most wurde sie 2021 und 2022 tschechischer Meister und gewann 2022 und 2023 den tschechischen Pokal. In der Saison 2022/23 spielte sie mit Most in der EHF Champions League und erzielte 77 Tore, wodurch sie auf Platz 8 der Torschützenliste stand. 2023 wechselte sie nach Frankreich zu Brest Bretagne Handball. Nach der Hinrunde gab sie im Dezember ihren sofortigen Wechsel nach Rumänien zu SCM Râmnicu Vâlcea bekannt. Im Sommer 2025 wechselte sie zum deutschen Erstligisten TuS Metzingen.

### In Auswahlmannschaften
Mit der tschechischen Juniorinnen-Nationalmannschaft nahm sie an der U19-Europameisterschaft 2021 teil und belegte den 10. Platz. Weiter belegte sie mit den Juniorinnen bei der U20-Weltmeisterschaft 2022 den 11. Platz und wurde zudem mit 62 Toren Torschützenkönigin des Turniers. Ihr Debüt für die A-Nationalmannschaft gab sie im November 2021. Anfang Dezember stand sie direkt im Kader für die Weltmeisterschaft 2021, wo sie mit Tschechien den 19. Platz belegte. Im Turnier erzielte sie 11 Tore in 6 Spielen. Bei der Weltmeisterschaft 2023 belegte sie mit Tschechien den 8. Platz und erzielte 41 Tore in 9 Spielen.